# Elecciones en Kaxim
Elecciones en Kaxim es una historieta española creada por Jan en 2011, perteneciente a su serie de Superlópez. La historia transcurre en el planeta Kaxim donde Superlópez deberá velar por la imparcialidad de las elecciones.